# Комисија Уједињених нација о статусу жена
Комисија о статусу жена (енгл. United Nations Commission on the Status of Women, CSW, UNCSW) је функционална комисија Економског и социјалног савета Уједињених нација (ECOSOC), једног од главних органа УН у оквиру Уједињених нација. CSW је описана као орган УН који промовише родну равноправност и оснаживање жена. Сваке године, представници држава чланица окупљају се у седишту Уједињених нација у Њујорку како би проценили напредак родне равноправности, идентификовали изазове, поставили глобалне стандарде и формулисали конкретне политике за промовисање родне равноправности и права жена широм света. У априлу 2017. ECOSOC је изабрао 13 нових чланова у  CSW за четворогодишњи мандат 2018–2022. Једна од нових чланица је Саудијска Арабија, која је критикована због третмана жена.
Агенције УН активно прате своје органе који доводе жене у развојне приступе и програме и конференције. Жене учествују у припремним комисијама, осмишљавају стратегију, одржавају састанке посланичких група, повезују се у различитим тачкама дневног реда о којима се преговара у разним комитетима и раде као информисани лобисти на самим конференцијама. CSW је једна од комисија УН која не ограничава учешће само на државе. На пример, невладиним организацијама је такође дозвољено да учествују на седницама CSW, присуствују скуповима и панелима и организују сопствене паралелне догађаје преко НВО Комитета за статус жена, Њујорк. Ово је посебно важно за спорне територије као што је Тајван, који није члан УН. У последњих неколико година, невладине организације са Тајвана (као што је Национална алијанса тајванских женских удружења) могле су да учествују на сесијама CSW.
CSW се састоји од по једног представника из сваке од 45 држава чланица које је изабрао ECOSOC на основу правичне географске дистрибуције: 13 чланова из Африке; 11 из Азије; 9 из Латинске Америке и Кариба; 8 из западне Европе и других држава и 4 из источне Европе. Чланови се бирају на четворогодишњи мандат. Међу својим активностима, CSW је припремила неколико конвенција и декларација, укључујући Декларацију о елиминацији дискриминације жена из 1967. године и агенције које се баве женама као што су UNIFEM (Развојни фонд Организације уједињених нација за жене) и INSTRAW. Приоритетна тема Комисије на 57. седници била је „елиминација и превенција свих облика насиља над женама и девојчицама”. Пре тога, у Бангкоку, Тајланд, од 17. до 20. септембра 2012. одржан је састанак експертске групе: превенција насиља над женама и девојчицама.

## Биро
Биро CSW игра важну улогу у припреми и обезбеђивању успешности годишњих заседања CSW. Чланови Бироа служе две године. 

## Историја
CSW је основана 1946. године као механизам за промовисање, извештавање и праћење питања која се односе на политичка, економска, грађанска, социјална и образовна права жена. Била је то јединствена званична структура за скретање пажње на бриге жена и лидерство у УН. CSW се први пут састала у Лејк Суксесу, Њујорк, у фебруару 1947. Свих 15 представника влада биле су жене, што је разликовало CSW од других покрета УН-а, а CSW је наставила да броји већину жена делегата. На првој седници Комисија је као један од својих водећих принципа прогласила:
да подигне статус жена, без обзира на националност, расу, језик или веру, до равноправности са мушкарцима у свим областима људског предузетништва и да елиминише сваку дискриминацију жена у одредбама статутарног права, у правним максимама или правилима, или у тумачењу обичајног права.
Један од првих задатака CSW био је да допринесе изради Универзалне декларације о људским правима. Чланови комисије убацили су родно осетљив језик — аргументујући против позивања на „мушкарце“ као синоним за човечанство и фраза попут „мушкарци су браћа“. Добили су отпор чланова Комисије за људска права, али су успели да уведу нови, инклузивни језик.

### Репродуктивна права и Комисија

#### Рани рад и CEDAW
Комисија је почела да ради након свог оснивања 1946. године како би директно увела права жена на међународну арену. Ово је постигнуто на различите начине, најчешће покушајима прикупљања података који показују дискриминацију жена. У сарадњи са глобалним женским покретом у настајању, УН и CSW су од 1976. до 1985. године прогласили Декаду жена Уједињених нација. За то време, репродуктивна права су укључена у централну акцију Комисије, Конвенцију о елиминацији свих облика дискриминације жена (CEDAW), која је ступила на снагу 1981. године. Овом конвенцијом је прописано да у погледу репродуктивних права репродукција „не би требало да буде основ за дискриминацију“. Такође признаје друштвене импликације мајчинства и наводи да су брига о деци и заштита материнства интегрална права и да их треба проширити на све области живота жена. CEDAW је једини међународни споразум о људским правима који се отворено позива на планирање породице. У њему се наводи да је људско право за жене да „слободно и одговорно одлучују о броју и размаку годишта своје деце и да имају приступ информацијама, образовању и средствима која ће им омогућити да остваре ова права“, а свака држава потписница Уговора је обавезна да обезбеди образовање о планирању породице и репродуктивним правима, укључујући различите облике контрацепције. Присилни абортус или стерилизација представљају кршење споразума. Сједињене Државе нису успеле да ратификују CEDAW. Поред CEDAW-а, CSW је предузела неколико других напора да се бави репродуктивним правима. Током овог периода, Комисија је била домаћин четири глобалне конференције о женама како би се позабавила питањима укључујући репродуктивна права. Локације су биле Мексико Сити 1975. године, Копенхаген 1980. и Најроби 1985.

#### Четврта светска конференција о женама и Пекиншка платформа за акцију
Комисија је 1995. године одржала Четврту светску конференцију за акцију, познатију као Пекиншка декларација и платформа за акцију из 1995. године. Ово је уследило након три друге конференције које су се бавиле потребама и правима жена широм света. Пекиншку платформу је Центар за репродуктивна права поздравио као „најсвеобухватнију артикулацију међународних обавеза у вези са женским људским правима“. Посебан акценат ставља на репродуктивна права кроз законодавство у вези са планирањем породице, у којем се наводи да је право свих жена „да буду информисане и да имају приступ сигурним, ефикасним, приступачним и прихватљивим методама планирања породице по свом избору, као што као и друге методе по свом избору за регулисање плодности које нису противзаконите“. Конкретно, Платформа подстиче владе држава да преиспитају казнене мере које се примењују на абортус, обезбеде планирање породице и низ контрацептива као алтернативу абортусу, као и квалитетну негу након абортуса. Платформа такође представља безбедну, здраву трудноћу као људско право које се остварује кроз квалитетне ресурсе и здравствену заштиту на располагању свим женама без обзира на економски статус. Неки научници су тврдили да је Платформа служила за компликовање питања сексуалне неге адолесцената и компликација које су последица Сиде.

#### Репродуктивна права у двадесет првом веку
Од новог миленијума, CSW је такође предузела акцију да интегрише репродуктивна права у међународну арену кроз креирање Миленијумских развојних циљева, посебно циља 5, који је постизање универзалног приступа репродуктивном здрављу. УН су 2005. године додале одредбу 5 која је имала за циљ да се „до 2015. постигне универзални приступ репродуктивном здрављу“, одређен распрострањеношћу контрацептива, стопом наталитета адолесцената, употребом пренаталне неге и немогућношћу приступа методама планирања породице. У споразумима који су објављени са 57. седнице CSW 2013. године помиње се и значај репродуктивних права као људских права и приступа безбедној репродуктивној нези као средства за решавање насиља над женама. Декларација такође схвата ову бригу као средство за превенцију будућег насиља, потврђује систематске факторе и начин на који они утичу на негу и репродуктивна права. У скорије време, CSW је поново потврдила приоритет сексуалног образовања, репродуктивних права и репродуктивне правде за све жене, укључујући коришћење савремених опција за планирање породице (укључујући низ опција за контрацепцију) објављивањем своје Декларације о споразумима из 2014. године.